# أحمد المسور
احمد بن عبدالله بن موسى العلوي الطالبي  ,   الشريف الحسني , أحد افذاذ أهل البيت وأعيانه في القرن الثالث , فارس شجاع له في الحروب مواقف عظيمة , ولد على الأرحج  في المدينة , ثم توارى في نواحيها,لقب بالمسورللبسه السوار في حروبه ,وقيل لسكناه فرع المِسْوَر نواحي المدينة ,وقال النسابة جمال الدين العلوي :المستور ,قلت؛ لستر خبره وإنقطاعه, له عقب يعرف بأ شراف الحجاز الأحمديون.

## نشأته
'''ولد على الأرجح في المدينة المنورة ثم توارى في نواحيها، وأمّه: عائشة بنت عبد الله بن حميد بن سهيل بن حنظلة بن الطفيل بن مالك بن جعفر بن كلاب العامرية الهوازنية.'''

## أعقابه
رغم تواري أحمد المِسْوَر وأنقطاع خبره، إلاّ أنّ الله سبحانه وتعالى بارك في ذرّيته وأبقاها. وقد تتبّع أرباب علوم النسب الثّقات عقبه ودوّنوه في كتبهم ومشجّراتهم رغم انتشارهم في بلاد شتّى. والمتّفق على عقبه في ثلاثة أقطاب معقّبين، هم: « محمّدالأصغر، وصالح، وداودالأمير، وقد كانت لهم أمارة قديمة في ينبع ونواحيها, ,ويقال لولده:أشراف الحجاز الأحمديون,وهم منتشرون في الحجاز والعراق والشام وبلاد فارس والهند 

## تلقيبه المسور
لقب بالمُسَوّر، كمُعَظّم  : بضم الميم وفتح السين المهملة وتشديد الواو ,قيل للبسه سوار في الحرب ,قاله ابن شدقم في التحفة، ,وقيل المِسْوَر، كمِنْبَر: بكسر الميم وسكون السين المهملة، وفتح الواو، لسكناه فرع المِسْوَر ، وقال بعضهم المستور, قال النسابة جمال الدين الأعرجي في مخطوطة الدر الثمين   :أحمد الأحمدي المستور كان شهماً شجاعاً قتله غلمانه.
قال السمهودي في الخلاصة : والفَرَع الذي بالفتحتين : من أودية الأشعر قرب سويقة بينها وبين مثعر على نحو مرحلة من المدينة، وهو فرع الِمسْوَر بن إبراهيم الزهري ,آما الذي بضمتين ,أو ضمه وسكون : فعمل واسع عن يسار السقيا به مساجد نبوية وقرى..
وقال الأصفهاني في الأغاني في أخبار كثير : ثم ارتفع فنزل فَرعَ المِسْوَر بن إبراهيم بن عبدالرحمن بن عوف , من جبل جُهينة الأصغر , وكان قبل المِسْوَر لبني مالك بن أفصى.
قلت : وفَرَع المِسْوَر يعرف اليوم : بفرع الردّادي وهو قرب سويقة المدينة (سويقة الثائرة)،  التي توارى فيها محمد النفس الزكية وأخوه إبراهيم وخرجا منها،  ومات بها موسى الجُوْن.
قلت: والأصح عندي أنه لقب بالمِسْوَر بالكسر  لسكناه الفرع بالفتح، وتواريه فيه ، لاسيما ان ولده محمد كان مقتله بفرع المِسْوَر، كما ذكره الأصفهاني في المقاتل، والبيهقي في اللباب,، وكان  تواريا فيه من قبل  يحيى وإدريس إبنا عبد الله المحض ,كما ذكر ذلك، ابن سهل الرازي في إخباره، وتخفى فيه القاسم بن إبراهيم طباطبا وولده، ومات وقُبر فيه عند جبل الرس ..'

## وفاته
وبسبب مطادرة العلويين في ذلك العصر وتواري هذا الشريف ,فقد انقطع خبره، فلم تذكر اكثر المصادر التاريخية تاريخ وفاته ومكان قبره.إلا أن النسابة السيد جمال الدين احمد بن محمد العلوي الحسيني من اعلام النسب في القرن التاسع قال في مخطوطه الموسوم بالدر الثمين في أنساب الطالبيين : هذا احمد الاحمدي المستوركان شهمآ شجاعآ قتله غلمانه.